# DHRS13
DHRS13 (англ. Dehydrogenase/reductase 13) – білок, який кодується однойменним геном, розташованим у людей на 17-й хромосомі. Довжина поліпептидного ланцюга білка становить 377 амінокислот, а молекулярна маса — 40 849.
| 10         |  | 20         |  | 30         |  | 40         |  | 50         |
| ---------- |  | ---------- |  | ---------- |  | ---------- |  | ---------- |
| MEALLLGAGL |  | LLGAYVLVYY |  | NLVKAPPCGG |  | MGNLRGRTAV |  | VTGANSGIGK |
| MTALELARRG |  | ARVVLACRSQ |  | ERGEAAAFDL |  | RQESGNNEVI |  | FMALDLASLA |
| SVRAFATAFL |  | SSEPRLDILI |  | HNAGISSCGR |  | TREAFNLLLR |  | VNHIGPFLLT |
| HLLLPCLKAC |  | APSRVVVVAS |  | AAHCRGRLDF |  | KRLDRPVVGW |  | RQELRAYADT |
| KLANVLFARE |  | LANQLEATGV |  | TCYAAHPGPV |  | NSELFLRHVP |  | GWLRPLLRPL |
| AWLVLRAPRG |  | GAQTPLYCAL |  | QEGIEPLSGR |  | YFANCHVEEV |  | PPAARDDRAA |
| HRLWEASKRL |  | AGLGPGEDAE |  | PDEDPQSEDS |  | EAPSSLSTPH |  | PEEPTVSQPY |
| PSPQSSPDLS |  | KMTHRIQAKV |  | EPEIQLS    |  |            |  |            |

A: Аланін

C: Цистеїн

D: Аспарагінова кислота

E: Глутамінова кислота

F: Фенілаланін

G: Гліцин

H: Гістидин

I: Ізолейцин

K: Лізин

L: Лейцин

M: Метіонін

N: Аспарагін

P: Пролін

Q: Глутамін

R: Аргінін

S: Серин

T: Треонін

V: Валін

W: Триптофан

Кодований геном білок за функцією належить до оксидоредуктаз. 
Задіяний у такому біологічному процесі, як альтернативний сплайсинг. 
Білок має сайт для зв'язування з НАД, НАДФ. 
Секретований назовні.